# Xyris wallichii
Xyris wallichii är en gräsväxtart som beskrevs av Carl Sigismund Kunth. Xyris wallichii ingår i släktet Xyris och familjen Xyridaceae. IUCN kategoriserar arten globalt som livskraftig. Inga underarter finns listade i Catalogue of Life.